# Thyridachne tisserantii
Thyridachne tisserantii är en gräsart som beskrevs av Charles Edward Hubbard. Thyridachne tisserantii ingår i släktet Thyridachne och familjen gräs. Inga underarter finns listade i Catalogue of Life.